# 佐藤新太
佐藤 新太（さとう あらた、1993年3月4日 - ）は、日本の俳優。奈良県出身。株式会社エコーズ所属。

## 人物
2018年より劇団「第27班」劇団員として舞台に出演を重ねる。

## 出演

### 舞台
- 第27班「コーラボトルベイビーズ」作・演出 深谷晃成
- 第27班「どうしよう　孤独だ　困ったな」作・演出 深谷晃成
- Rising Tiptoe「RACE」作・演出 宇吹萌
- 第27班 キャビネット公演「小野寺君で学ぶ確定申告」
- 作・演出 深谷晃成
- LIVEDOG プロデュース「DOG,S」作・浅野泰徳(ジャングルベル・
- シアター)　演出・村田充
- 第27班「morning sun初春/晩夏」作・演出 深谷晃成
- ヒノカサの虜「クモマニソバへ」作・演出 函波窓
- 劇想からまわりえっちゃん「怒りは理由悲しみはyes」
- 作・演出 青沼リョウスケ
- 南河内万歳一座「似世者小屋」作・演出 内藤裕敬
- C,Gパプリカ　作・演出 赤堀誠
- いのうえひでのり特別公演「飛んで孫悟空」
- 作・別役実　演出・いのうえひでのり
- 悪い芝居 第一幕ふぁイナル公演「スーパーふぃクション ふぉーエヴァー」作・演出 山崎彬[2]
- サトウノモリ企画「デブ2匹、何か隠している」作・演出 深谷晃成[3]
- ムシラセ「ナイトーシンジュク・トラップホール」作・演出：保坂萌[4]

### 映画
- 「こどもつかい」農夫役（監督　清水崇）
- 「装甲巨人ガンボット　危うし！あべのハルカス」（監督　川北紘一）
- 「APOLO」（監督　近藤啓介）
- 「枯れ木」（監督　萬代健士）

【ドラマ】
- テレビ東京　ドラマ24
- 「アオイホノオ」第6話 （監督　福田雄一）

【CM】
- アイデム「ワンカット編」
- マルト水谷　速達生TV-CF
- LOTTE クーリッシュ すごい冷たい篇
- Tik Tok Webムービー「原始人篇」